# Amphicteis obscurior
Amphicteis obscurior är en ringmaskart som beskrevs av Chamberlin 1919. Amphicteis obscurior ingår i släktet Amphicteis och familjen Ampharetidae. Inga underarter finns listade i Catalogue of Life.